# Inversiulidae
Inversiulidae is een familie van mosdiertjes uit de orde Cheilostomatida en de klasse van de Gymnolaemata.

## Geslachten
- Inversiula Jullien, 1888